# 林茂槐
林茂槐（1563年—1618年），字應卿，又字稚虚，號樗朋，福建福州府福清縣人。明朝政治人物。

## 生平
九月初四日生，治诗经。万历十年（1582年）壬午科福建鄉試第八十五名舉人，二十三年（1595年）登乙未科會試第一百二十五名，廷試三甲第一百二十三名进士，户部觀政，本年十二月授梧州府推官，有福清林尚炅爱姬亡，刻玉为像，出入怀之，至苍梧为盗所杀，茂槐一夕冥坐，若有妇人诉冤者，旦遣还卒捕贼，搜赃得玉像，惊曰：此吾邑人林尚炅物。遂穷其党，得尸而如生，归丧于闽，叶向高为之传。擢礼部主事，历官礼部郎中，四十年九月升浙江参政，四十四年二月升本省按察使、寧太兵备，四十六年戊午六月二十七日卒于官，年五十六。所著有《音韵订讹》、《字学书考》、《四书经史决疑》、《證聖録》等书。

## 家族
曾祖林文御，庠生。嗣祖林宪。生祖林容。嗣父林天民。生父林俊民（廪生）。生母吴氏。重庆下。娶許氏，继娶鄭氏。子國焕、國炳、國炫（葉向高孫女婿）、國煒。